# Согјал Ринпоће
Согјал Ринпоће (тиб. བསོད་རྒྱལ་; 1947 — Бангкок, 28. август 2019) био је тибетански Дзогћен Лама од Нјингма традиције. Предавао је и учио 30 година по Европи, Америци, Аустралији, Азији. Он је такође оснивач и спиритуални директор Ригпе—међународна мрежа од преко 100 Будистичких центара и група у 23 земље широм света. Такође је и аутор једне од најпродаванијих књига Тибетанске књиге живота и смрти, која је штампана у 30 језика и 56 земаља. Осим тога, Ринпоће је био чести говорник на главним конференцијама у свим областима друштвеног живота, укључујући медицину и исцељење, универзитете и образовне институције, међуверским дијалозима, покрета за мир и ненасиље, света бизниса и вођства и области помоћи умирућима.